# Phytomyza adenostylis
Phytomyza adenostylis är en tvåvingeart som beskrevs av Erich Martin Hering 1926. Phytomyza adenostylis ingår i släktet Phytomyza och familjen minerarflugor.
Artens utbredningsområde är Tyskland. Inga underarter finns listade i Catalogue of Life.